# Караваев, Александр Николаевич
Алекса́ндр Никола́евич Карава́ев (род. 15 марта 1958, Красноярский край) — глава городского округа Златоуст (2009 — 2012); полковник ФСБ в запасе. «Кризисный управляющий» городом.

## Биография
Александр Николаевич Караваев родился 15 марта 1958 года в Красноярском крае в семье военных.
Полковник Караваев был помощником начальника управления — руководителем аппарата оперативного штаба УФСБ России по Челябинской области. 
Александр Николаевич Караваев был главой городского округа Златоуст с 2009 по 2012 годы.
...глава округа Александр Караваев, бывший главой городского округа Златоуст с 2009 по 2012 годы, заявил о своей отставке по состоянию здоровья.

## Личная жизнь
Семья Караваевых живёт на Урале. Александр Николаевич женат, имеет дочь, внучку.